# Rudolf Schlauch
Bruno Rudolf Schlauch (* 9. Mai 1909 in Rüdern, einem Stadtteil von Eßlingen am Neckar; † 24. Februar 1971 in Bächlingen) war ein Pfarrer in Hohenlohe und wurde als Historiker, Volkskundler und Autor heimatkundlicher Schriften bekannt.

## Leben
Rudolf Schlauchs Vater war Otto Schlauch, seine Mutter Marie Schlauch, geb. Pfannenschmid. Er hatte einen sechs Jahre jüngeren Bruder namens Gerhard. Zunächst strebte Rudolf Schlauch die Offizierslaufbahn an. Nach dem Abitur im März 1928 nahm er jedoch ein Studium der Theologie in Tübingen auf und wurde 1928 Mitglied der Verbindung Normannia Tübingen. Zwei auswärtige Semester verbrachte er in Berlin und in Marburg. Neben den theologischen Lehrveranstaltungen besuchte er auch Vorlesungen in Kunstgeschichte und Geschichte. Sein Studium schloss er mit der ersten theologischen Dienstprüfung im Februar 1932 ab. Anschließend war Schlauch als Vikar in Kleineislingen, als Pfarrverweser in Eberdingen und ab März 1933 als ständiger Vikar in Plochingen tätig. Im Jahr März 1934 wurde er Pfarrverweser in Bächlingen, einer Teilgemeinde von Langenburg. Im Frühjahr 1935 legte er die zweite theologische Dienstprüfung ab und im September desselben Jahres wurde er dann Pfarrer in Bächlingen. Unterbrochen wurde dieses Pfarramt durch seinen Wehrdienst, den er ab 1939 zunächst an der französischen Grenze, später auf Sylt sowie in einer Stabsstelle in Wilhelmshaven leistete. 1942 wurde er zum Kapitänleutnant befördert und unternahm in der Folge häufige Dienstreisen im besetzten Europa für das Oberkommando der Wehrmacht und das Oberkommando der Marine. Eine schwere, immer wieder aufbrechende Beinverletzung, die er sich im September 1939 bei einem Artilleriegefecht zugezogen hatte, zwang ihn jedoch immer wieder zu Lazarettaufenthalten. Anfang April 1945 wurde er dann aus dem Lazarett in Schwäbisch Hall entlassen und kehrte nach Bächlingen zurück. Er nahm seine Tätigkeit als Pfarrer wieder auf und behielt diese bis zu seinem Tode 1971 bei. In den Nachkriegsjahren engagierte sich Schlauch stark für den Wiederaufbau von Bächlingen und für die Entschädigung von Kriegsgeschädigten. Außerdem betätigte sich Rudolf Schlauch als Historiker, Volkskundler und Autor zahlreicher Reiseführer und Heimatschriften über Hohenlohe, was ihm große Anerkennung einbrachte und die Bekanntheit Hohenlohes über die Regionalgrenzen hinaus steigerte.
Rudolf Schlauch war ab April 1934 mit Ingaruth Schlauch, geb. Engel (* 31. Juli 1913 in Baden-Baden; † 8. Mai 2003 in  Crailsheim) verheiratet. Die beiden hatten drei Söhne: Wolfgang Schlauch (* 1935), Rezzo Schlauch (* 1947), der Politiker wurde, sowie Bernulf Schlauch (* 1953). Rudolf Schlauch lebte bis zu seinem Tod im Jahr 1971 in Bächlingen. Danach setzte Ingaruth Schlauch das Werk ihres verstorbenen Mannes fort.

## Werke
- Langenburg, das Herz des Hohenloher Landes. Bürgermeisteramt Langenburg, 1951.
- Hohenloher Land mit Heilbronn. Grieben Verlag, 1955.
- Hohenlohe. Kohlhammer, Stuttgart, 1956.
- Hohenlohe zusammen mit Paul Swiridoff. Schwend Verlag, Schwäbisch Hall, 1958.
- Burgen und Schlösser in Hohenlohe zusammen mit Manfred Schuler. Eppinger Verlag, 1960.
- Schwäbische Albstrasse. Schwabenwerk, Band 7, Stuttgart, 1962.
- Die Burgenstrasse. Schwabenwerk, Band 8, Stuttgart, 1962.
- Bibliothek deutsche Landeskunde. Abteilung Südwestdeutschland. Hohenlohe Franken. Glock und Lutz, Nürnberg 1964.
- Der unversiegte Brunnen. Heitere Geschichten aus Hohenlohe zusammen mit Ingaruth Schlauch. Hohenloher Druck- und Verlagshaus, Gerabronn, 1964.
- Einkehr und Andacht-Kunstbetrachtungen in Hohenlohe. Hohenloher Druck- und Verlagshaus, Gerabronn/Crailsheim, 1965.
- Heitere Geschichten und Legenden aus Weinsberg. Hohenloher Druck- und Verlagshaus, Gerabronn, 1966.
- Württembergisches Unterland. Neckarland und Schwäbisch-Fränkischer Wald. Landschaft – Geschichte – Kultur und Kunst. 1966.
- Schwäbisch Hall zusammen mit Paul Swiridoff. Neske, Stuttgart, 1967.
- Romantische Straße. Schwabenwerk, Stuttgart, 1967.
- Hie gut Württemberg allewege. zusammen mit Paul Swiridoff, Neske, Stuttgart, 1968.
- Links und rechts der deutschen Burgenstrasse zusammen mit Joe Simon Herold, Herold Verlag, 1968.
- Hohenlohe – Landschaft und Städte. Weidlich, Frankfurt am Main, 1969.
- Langenburg – Herz im Hohenloher Land. zusammen mit Ingaruth Schlauch. Hohenloher Druck- und Verlagshaus, Gerabronn/Crailsheim, 1971.
- Uns fraabt Haamet – Kleiner Liederzyklus aus Hohenlohe. zusammen mit dem Komponisten Otto Raddatz. Kreis-Volksbildungswerk Crailsheim, o. J.
- Eine Reise durch Hohenlohe – Geschichte, Kunst, Kultur. Eine Textauswahl von Wolfgang Schlauch. Baier Verlag, Crailsheim 2009, ISBN 978-3-929233-85-8.

## Ehrungen
Am 6. Januar 1970 erhielt Schlauch das Ehrenbürgerrecht der Stadt Langenburg, am 21. Dezember 1970 das Bundesverdienstkreuz I. Klasse.